# 목포동초등학교
목포동초등학교는 대한민국 전라남도 목포시에 있는 초등학교다.

## 학교 연혁
- 1957. 04. 03 목포사범부속국민학교 개교
- 1962. 03. 02 목포동국민학교 개칭
- 1986. 03. 01 과학교육 도지정 시범학교
- 1996. 03. 01 목포동초등학교 병설유치원 개원
- 1996. 03. 01 목포동초등학교로 개칭
- 1996. 03. 01 전라남도지정 표준학교 가꾸기 시범 운영
- 1997. 03. 01 전라남도지정 환경교육 시범학교 운영
- 2008. 03. 01 전라남도교육청지정 YP프로그램 연구학교 운영(2년간) 시작
- 2010. 02. 28 전라남도교육청지정 YP프로그램 연구학교 운영(2년간) 종료
- 2012. 09. 01 제20대 김남삼 교장 부임
- 2013. 03. 01 ~ 2015. 02. 28 전라남도교육청지정 음악과교육 연구학교 운영
- 2015. 02. 13 제50회 98명 졸업(졸업생 14,524명)
- 2016. 03. 01 전라남도교육청지정 소프트웨어(SW)교육 선도학교, 영재학급 운영
- 2017.03.01 ~ 2019.02.28 전라남도교육청지정 소프트웨어(SW)교육 연구학교 지정 운영
- 2018. 02. 09 제53회 90명 졸업(졸업생 14,795명)
- 2018. 03. 01 제 22대 김덕진 교장 부임
- 2019. 02. 15 제54회 75명 졸업(졸업생 14,870명)
- 2022. 03. 01 제 23대 조수일 교장 부임